# ザ・コールド・エンブレイス・オブ・フィア
『ザ・コールド・エンブレイス・オブ・フィア』(The Cold Embrace of Fear)は2010年に発売されたイタリアのパワーメタルバンド、ラプソディー・オブ・ファイアのミニ・アルバム。

## 解説
- 「ダーク・シークレット・サーガ」シリーズの第四章

## 収録曲
1. Act1.ザ・パス・オブ・ネア・カーン - The Pass of Nair-Kaan
2. Act2.ダーク・ミスティック・ヴィジョン - Dark Mystic Vision
3. Act3.ジ・エインシェント・ファイアーズ・オブ・ハー・クーン - The Ancient Fires of Har-Kuun
4. Act4.ザ・ビトレイヤル - The Betrayal
5. Act5.ネイヴェイ・ロッソ・サングイ - Neve rosso sangue
6. Act6.エリアンズ・ロスト・シークレッツ - Erian's Lost Secrets
7. Act7.ジ・エンジェルズ・ダーク・レヴェレイション - The Angels' Dark Revelation

## メンバー
- Fabio Lione - vocals
- Luca Turilli - guitars
- Alex Staropoli - keyboards
- Patrice Guers - bass
- Alex Holzwarth - drums